# Phelipara confusa
Phelipara confusa là một loài bọ cánh cứng trong họ Cerambycidae.